# Сушко, Валерий Григорьевич
Валерий Григорьевич Сушко (1940—2000) — математик, доктор физико-математических наук, профессор МГУ.

## Биография
Родился в семье служащих. Окончив среднюю школу № 1 города Мелеуза с серебряной медалью (1958). Поступил в Башкирский государственный университет. Как отличник был переведён (1961) на механико-математический факультет МГУ, который окончил (1964) с отличием. Обучался в аспирантуре механико-математического факультета по кафедре вычислительной математики (1964—1970).
Кандидат физико-математических наук (1971), тема диссертации: «О приближенных решениях одного квазилинейного уравнения с малым параметром при старшей производной» (научный руководитель Л. А. Чудов). Доктор физико-математических наук (1998), тема диссертации: «Асимптотические разложения решений бисингулярных задач». Учёные звания — доцент (1974), профессор (1998).
Лауреат Ломоносовской премии МГУ за педагогическую деятельность (1994). Награждён медалями «За трудовое отличие» (1986), «В память 850-летия Москвы» (1997), Почётной грамотой Президиума Верховного Совета РСФСР (1980).
Работал в Московском университете (1965—2000): в Вычислительном центре МГУ (1965–1971); на факультете ВМК МГУ на кафедре вычислительной математики и математической физики. Должности: ассистент (1971–1973), доцент (1973–1998), профессор (1998–2000). Являлся заместителем декана факультета ВМК МГУ по работе с иностранными учащимися (1975–1979), по учебной работе (1979–1988), заместителем декана по курсу (1973–1975).
Основные научные результаты Сушко относятся к теории асимптотических разложений решений уравнений параболического типа, краевых задач для вырождающихся дифференциальных уравнений, а также к теории бисингулярных задач.
Подготовил 7 кандидатов наук. Автор более 100 публикаций.